# Maksymilian I (książę Hohenzollern-Sigmaringen)
Maximilian I (ur. 20 stycznia 1636, zm. 13 sierpnia 1689 w Sigmaringen) – książę Hohenzollern-Sigmaringen, jego władztwo było częścią Świętego Cesarstwo Rzymskiego Narodu Niemieckiego.
Był najstarszym synem księcia Hohenzollern-Sigmaringen Meinrada I i jego żony księżnej Anny Marii. Na tron wstąpił po śmierci ojca 30 stycznia 1681.
12 stycznia 1666 w Boxmeer poślubił hrabiankę Berg-'s-Heerenberg Marię Klarę. Para miała dwanaścioro dzieci:
- Annę Marię (1666-1668)
- Marię Magdalenę Klarę (1668-1725)
- Marię Teresę Kleofę (1669-1731)
- Meinrada II (1673-1715), kolejnego księcia Hohenzollern-Sigmaringen
- Franciszka Alberta Oswalda (1676-1748)
- Franciszka Henryka (1678-1731)
- Karola Antoniego (1679-1684)
- Antoniego Sydoniusza (1681-1719)
- Jana Franciszka Antoniego (1683-1733)
- Maksymiliana Frobena Marię (1685-1734)
- Karola (1687-1689)
- Fryderykę Krystynę Marię (1688-1745)